# Hirzel-Eisenbahntunnel
Der Hirzel-Eisenbahntunnel war ein Projekt für einen einspurigen Eisenbahntunnel zwischen den Kantonen Zürich und Zug in der Schweiz, welcher Bestandteil der 2. Phase des Grossprojekts Neue Eisenbahn-Alpentransversale (NEAT, später AlpTransit) war und dem Anschluss der Ostschweiz an die NEAT dienen sollte. Er würde die direkte Fahrt aus dem Raum Litti bei Baar ZG unter dem Hirzel hindurch Richtung Osten an das linke Zürichseeufer bei Au/Wädenswil ZH in Fahrtrichtung Pfäffikon SZ/Chur ermöglichen. Eine genaue Linienführung wurde nicht festgelegt.
Der Hirzel-Eisenbahntunnel galt als politischer Kompromiss, um die Zustimmung der Ostschweiz zum AlpTransit-Projekt zu gewinnen. Für den Bau wurden 200 Mio. CHF aus dem FinöV-Fonds ab 2012 bereitgestellt. Aus heutiger Sicht wird er als überflüssig erachtet, unter anderem deshalb, da auf dieser Strecke kaum Güterzüge verkehren und die durch den Tunnel erzielte Verbesserung nicht erheblich ist (ungenügendes Kosten-Nutzen-Verhältnis). Deshalb war der Druck im Parlament gross, diesen aus Spargründen wegzulassen.
Der Hirzel-Bahntunnel wurde 2009 vom Bundesparlament aus Kostengründen fallengelassen. Aktuell wird über den Bau eines Abzweiges aus dem Zimmerbergbasistunnel II diskutiert. Er würde im nächsten Ausbauschritt realisiert, wenn der Zimmerbergtunnel fertiggestellt wird im STEP AS 2035. Demnach ist der Bau dieses Abzweiges – auch genannt als Meilibachtunnel – erst 2040 geplant.